# L'Expérience Blocher
Pour les articles homonymes, voir Blocher.
Pour plus de détails, voir Fiche technique et Distribution.
L'Expérience Blocher est un film suisse réalisé par Jean-Stéphane Bron en 2013.
Consacré à la fois au politicien populiste suisse Christoph Blocher, à son pays la Suisse et à la question du populisme, ce film documentaire présente une radiographie de la Suisse de ces 20 dernières années.

## Synopsis
Automne 2011. En campagne pour les élections fédérales, Christoph Blocher sillonne la Suisse pour faire triompher son camp. Sa voiture est le lieu d’observation privilégié du réalisateur, qui raconte l’histoire de l’intérieur, à la première personne. Au fil du voyage, le film déroule le cours de sa vie. Celui de ses triomphes, de ses méthodes et de ses secrets. Comment le fils d’un pasteur pauvre va devenir un industriel à succès, bâtir une fortune colossale, et conquérir près d’un tiers de l’électorat.

## Fiche technique
- Réalisation : Jean-Stéphane Bron
- Production : Bande à part Films
- Producteur exécutif : Adrian Blaser
- Coproduction : Bande à part Films, Les Films Pelléas, Radio Télévision Suisse
- Image : Patrick Lindenmaier
- Montage : Karine Sudan
- Musique : Christian Garcia
- Son : Raphaël Sohier
- Mixage : Stéphane Thiébaut
- Assistante de production : Rhea Plangg
- Pays d'origine : Suisse - France
- Langue originale : Français, suisse-allemand
- Format : DCP 1.85
- Genre : documentaire
- Durée : 100 minutes
- Distribution : Frenetic
- Date de sortie : 
  -  Suisse : 19 février 2014

## Accueil
« L’Expérience Blocher est assurément un des meilleurs films jamais consacrés à un homme de pouvoir, à sa complexité et à la complexité d’en faire un film. Comme Orson Welles s’en prenant à Randolph Hearst avec Citizen Kane, Bron construit un objet multiple et qui, même paré ici de l’étiquette «documentaire», repose sur la revendication de la fiction. »

— Slate.fr, Jean-Michel Frodon, 20 février 2014, http://www.slate.fr/story/83653/experience-blocher-jean-stephane-bron

« Plutôt que de recourir à des entretiens statiques entrecoupés d'images d'archives, Bron l'accompagne lors de ses déplacements (…). Si le cinéaste sait qu'il n'aura pas accès à la vérité du personnage, il cherche du moins à questionner son intériorité. Le pari est réussi car la caméra supplée aux non-dits. Bron trouve la juste distance, notamment par l'adjonction d'une très ingénieuse voix off grâce à laquelle il s'adresse mentalement à son interlocuteur, puis par un sens aigu du détail révélateur. »

— Pascal Binétruy, Positif n°636, page 38, février 2014

« Auteur de quelques documentaires remarquables, Jean-Stéphane Bron n'est pas né de la dernière pluie. Pour tourner L'Expérience Blocher, son défi, qui était aussi sa contrainte majeure, était de parvenir à trouver la juste distance entre le citoyen Blocher, pas forcément antipathique, et l'homme politique Blocher, figure emblématique du courant national-populiste qui s'installe un peu partout en Europe. Plutôt que de jouer avec lui au jeu, aussi redoutable que risqué, du questionnement pugnace, Bron a préféré utiliser une arme a priori autrement difficile à contrecarrer : le cinéma. Avec ses corollaires : la mise en scène et la dialectique réalisateur/acteur. »

— Franck Nouchi, Le Monde, 19 février 2014, https://www.lemonde.fr/culture/article/2014/02/18/l-experience-blocher-la-suisse-dans-l-ombre-du-populiste-christoph-blocher_4368383_3246.html